# Joensuu
Joensuu este un oraș din estul Finlandei, capitala provinciei Karelia. Orașul, cu o populație de 58.000 (2005), are o rată mare de șomaj (14.5%) și de crimă în comparație cu restul Finlandei, dar este și un centru important de cultură, transport și comerț. Este un centru important educațional, cu peste 9.500 de studenți la universitatea din oraș și la politehnică.

## Orașe înfrățite
- Linköping, Suedia
- Roskilde, Danemarca
- Ísafjarðarbær, Islanda
- Tønsberg, Norvegia